# Catonia dominicana
Catonia dominicana är en insektsart som beskrevs av Ronald Gordon Fennah 1950. Catonia dominicana ingår i släktet Catonia och familjen vedstritar. Inga underarter finns listade i Catalogue of Life.